# نظامی‌گری

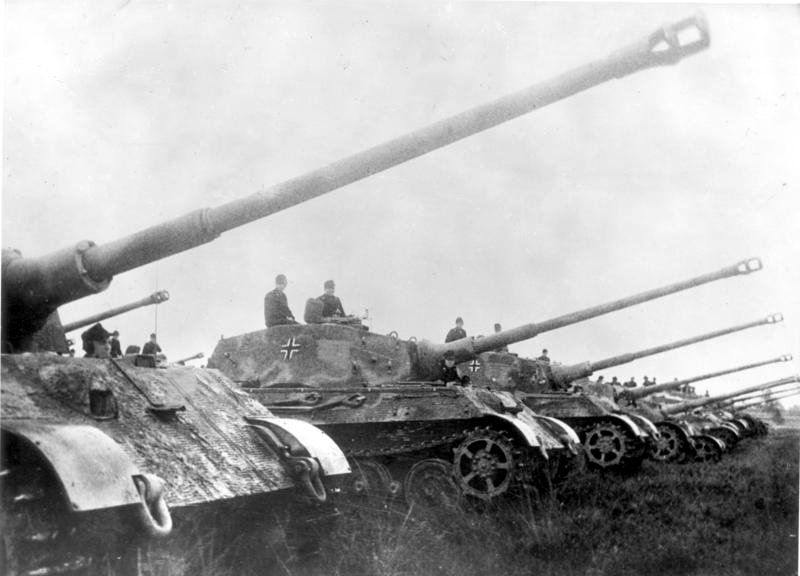
تانک‌های آلمانی تایگر در جنگ جهانی دوم

نظامی‌گری یا میلیتاریسم باور یا خواست یک دولت یا ملت به این است که یک حکومت باید توانمندی نظامی خود را قوی نگه‌دارد و از آن برای گسترش منافع یا ارزش‌های ملی خود، استفادهٔ تهاجمی کند. همچنین می‌تواند به‌معنای افتخار به ارتش و آرمان‌های طبقهٔ نظامی و «نفوذ نیروهای مسلح در اداره یا سیاست دولت» باشد
نظامی‌گری، رکن مهمی در ایدئولوژی‌های توسعه‌طلبانه یا امپریالیستی بسیاری از ملت‌ها در طول تاریخ بوده است. برخی از دولت/ملت‌هایی که به نظامی‌گری متهم شده‌اند:امپراتوری آشور باستان، دولت‌شهر اسپارت، امپراتوری هخامنشی امپراتوری روم، آزتک‌ها، امپراتوری مغول، پادشاهی زولو، پادشاهی پروس، دودمان‌های هابسبورگ/هابسبورگ-لورن، امپراتوری عثمانی، امپراتوری ژاپن، امپراتوری روسیه، شوروی، چین، کره شمالی، عربستان سعودی، اسرائیل، ایران، عراق بعثی، لیبی، آمریکا، آلمان نازی، امپراتوری ایتالیا در دوران بنیتو موسولینی، امپراتوری آلمان، امپراتوری بریتانیا و امپراتوری اول فرانسه.
در سال ۱۹۸۱ هنگامی که رونالد ریگان در آکادمی نظامی ایالات متحده سخنرانی می‌کرد قول داد توان نظامی را افزایش دهد و تأکید کرد: هر ملتی که به اوراق و کاغذها امید بندد و به این اعتبار از تدارک وسایل حمایت کننده غفلت ورزد، هرگز تا به آن حد دوام نخواهد کرد که صفحات زیادی بر تاریخ بیفزاید.